# Taylorisme

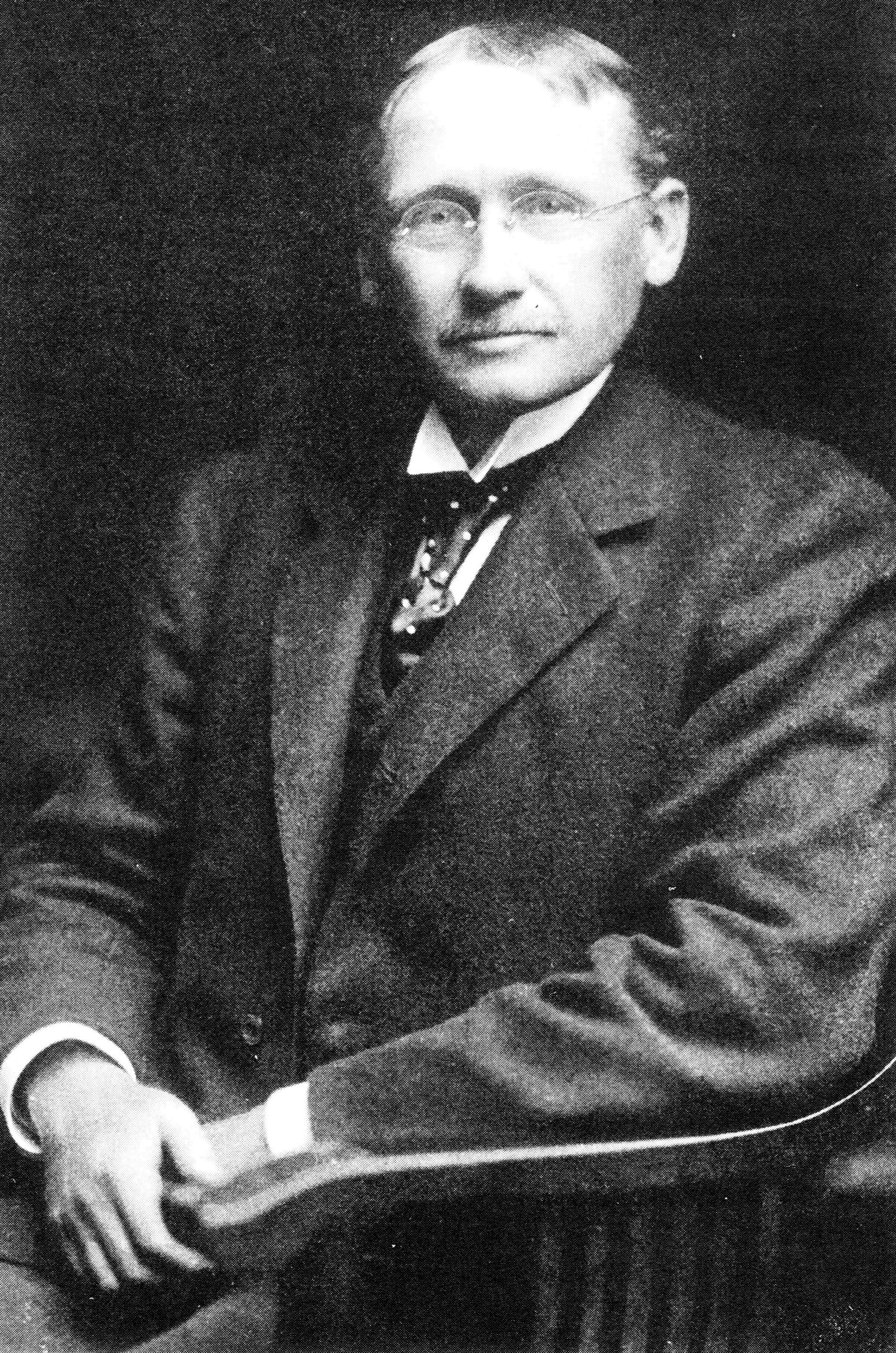
Frederick Taylor

Le taylorisme – du nom de son inventeur, l'ingénieur américain Frederick Winslow Taylor (1856-1915) – désigne la forme d'organisation scientifique du travail (OST) définie par lui et ses disciples à partir des années 1880.
Dans un monde où la division du travail est déjà la norme, pour obtenir des conditions propres à fournir le rendement maximum dans le cadre d'une organisation, le taylorisme préconise :
- une analyse détaillée et rigoureuse — d'où l'accent mis sur le qualificatif de « scientifique » — des modes et techniques de production (gestes, rythmes, cadences, etc.) ;
- l'établissement de la « meilleure façon » (the one best way) de produire (définition, délimitation et séquençage des tâches) ;
- la fixation de conditions de rémunération plus objectives et motivantes.

Taylor systématise sa méthode, qu'il expose dans un livre, intitulé The Principles of Scientific Management (1911). Cet ouvrage s'inscrit dans la première modernisation des années 1850.
La taylorisation est l'application des principes du taylorisme dans l'organisation du travail et dans les entreprises.

## Réaction au contexte d'une industrialisation ressentie comme désordonnée
L'organisation scientifique du travail telle que la conçoit Taylor se comprend assez bien dans le contexte d'essor de l'industrialisation. Taylor estime qu'il est impossible de réaliser une production de masse sans un minimum d'organisation et de discipline. Or, ce qu'il voit à la fin du XIXe et au début du XXe siècle dans les ateliers ne va pas dans ce sens : le travail réellement collectif est un mythe tant les comportements individuels, enfermés dans des logiques de métiers fortement corporatistes, ne contribuent, en aucune manière, à la cohérence ni à la collaboration. L'état d'esprit, les réflexes, les comportements dominants demeurent artisanaux et individualistes, alors qu'il s'agit de faire œuvre d'industrie.
Taylor rapporte cette anecdote dans son livre La Direction scientifique des entreprises :
« La scène se passe aux États-Unis en 1898 dans une aciérie. Une équipe charge dans des wagons des gueuses de fonte. Chaque ouvrier prend une gueuse, pesant 40 kg chacune, avance sur un plan incliné qui conduit au wagon et jette sa charge dans le fond. Au bout de sa journée, il en a ainsi transporté treize tonnes.
Un monsieur s'approche de l'un des ouvriers, un petit Hollandais […].
– Vous gagnez un dollar quinze par jour, je crois, dit le monsieur. […] Voulez-vous gagner désormais un dollar quatre-vingt-cinq ?
– Que faudra-t-il faire ?
– C'est tout simple. Quelqu'un viendra demain et vous ferez exactement ce qu'il vous dira toute la journée. Quand il vous dira de prendre une gueuse et de la transporter, vous le ferez. Quand il vous dira de vous asseoir et de vous reposer, vous le ferez. Sans discuter. Un bon ouvrier fait ce qu'on lui dit et ne discute pas. Nous verrons de quoi vous êtes capable.
Le lendemain, les choses se passent exactement ainsi. Le petit Hollandais se met au travail ; toute la journée, l'homme qui se trouve auprès de lui, avec un chronomètre, lui dit : maintenant ramassez une gueuse et transportez-la ; maintenant asseyez-vous et reposez-vous… travaillez… reposez-vous.
Le petit Hollandais obéit sans discuter. Et à cinq heures et demie, il touche en effet soixante-dix cents de plus que d'habitude.
Il faut préciser que ce jour-là, il n'avait pas manipulé treize tonnes, mais cinquante. »

## Contenu
Taylor plaide pour une double clarification. Selon son point de vue, le travail d'organisation - pour être complet - doit être clairement déployé et articulé selon deux dimensions complémentaires :
- la dimension verticale : il s'agit d'établir une stricte distinction entre d'une part les tâches de conception du travail et de formation et d'autre part celles dites d'exécution : « Les ingénieurs pensent le travail et les ouvriers doivent l'exécuter conformément aux instructions et à la formation que les premiers leur fournissent »[3]. On appelle les ingénieurs les « cols blancs » et les ouvriers les « cols bleus ». Cette séparation entre la conception et l'exécution est permise par l'appropriation du savoir des ouvriers, et donc de leur pouvoir, par la direction et permet ainsi à celle-ci d'assurer son emprise managériale[4].
- la dimension horizontale : il faut décomposer le processus de production d'un bien en une suite de tâches simples confiées chacune à un ouvrier spécialisé. L'objectif est d'identifier la manière la plus efficace de découper le travail. Doivent être chargés de cette mission, des ingénieurs qui de manière scientifique vont chronométrer chaque mouvement élémentaire, éliminer les temps inutiles, étudier les meilleurs outils pour réaliser chaque mouvement, définir un temps optimal pour chaque stade de production, rédiger les recettes de fabrication[3].

Le taylorisme est souvent assimilé — à tort — :
- au concept et à la pratique du travail à la chaîne, dont il serait le principal instigateur. Cette croyance est fausse : le travail à la chaîne est déjà connu et pratiqué depuis longue date (voir en particulier l'exemple ancien de sa mise en œuvre par l'arsenal de Venise). Fin XIXe, Henry Ford aux États-Unis (qui s'inspire des méthodes de travail qu'il a découvertes lors de sa visite des abattoirs de Chicago) et Louis Renault en France vont réactualiser cette forme d'organisation du travail collectif et l'appliquer au secteur industriel alors naissant de l'automobile ;
- au concept du fordisme qui recouvre une réalité beaucoup plus large.

## Postérité
La compréhension des principes de l'organisation taylorienne du travail reste une base de tous les cours et formations traitant de l'organisation de l'entreprise.
On trouvera une ou plusieurs études approfondies du développement de la rationalisation (taylorisme et fordisme) en France dans les années 1919-1939 par Charles de La Poix de Fréminville qui en fut l'instigateur en France, et dans le livre d'Aimée Moutet, Les Logiques de l'entreprise, la rationalisation dans l'industrie française de l'entre-deux-guerres.

### Limites et critiques
Les tâches répétitives sont aliénantes et posent parfois aux ouvriers des problèmes de santé au travail ou d'attention (pouvant se traduire par une augmentation du taux de malfaçon).
Dès 1913, le taylorisme essuie des critiques, ainsi pour le journal L'Humanité d'alors le taylorisme n'est qu'une généralisation du travail aux pièces employé par le patronat pour réduire les salaires.
Entre 1911 et 1925, le polytechnicien Émile Belot construit une théorie à l'opposé du taylorisme, mettant en exergue l'importance de la composante « temps ». Cette approche dynamique de la production centrée sur le « principe de continuité » est, d'après François Vatin, « parfaitement d'actualité à l'heure de l'informatisation de la production ».
Dès les années 1960, les protestations se font plus vives et l'« absentéisme » augmente. Les ouvriers les plus cultivés, les moins pauvres ou les plus organisés sont lassés d'un métier sans place pour l'initiative et la créativité et se révoltent. Des industriels cherchent des réponses via l'enrichissement du travail ou une démocratie industrielle.
Si l'intention initiale est d'organiser les ateliers et les postes de travail pour une moindre fatigue de l'ouvrier (la juste journée de travail), le résultat final obtenu, constaté sur le terrain, ne comporte pas que des aspects positifs.
- Du fait qu'il n'y a aucune place pour l'imprévu, les opérateurs exécutants sont placés dans une situation de dépendance. Chaplin, dans le film Les Temps modernes, tourne en dérision cette méthode de travail qui laisse peu de place à l'être humain[3]. Les ouvriers sont utilisés comme des machines : ils effectuent continuellement le même geste, sont chronométrés et ils sont licenciés dès lors qu'ils ne sont plus suffisamment productifs.
- La répétition indéfinie des mêmes tâches se traduit par :
  - l'apparition de troubles musculo-squelettiques (TMS), constatés par les médecins du travail ;
  - l'affectation du moral, pouvant aller dans certains cas jusqu'à l'atteinte psychique plus sérieuse liée à l'absence de perspective d'évolution.

### Post-taylorisme
Il s'agit de remédier aux dysfonctionnements liés au taylorisme et de trouver une réponse à la démotivation des travailleurs. Plusieurs moyens sont suggérés pour promouvoir une meilleure participation des travailleurs à la production :
1. La rotation des postes : l'ouvrier occupe successivement différents postes de travail pour éviter la routine et pour avoir une vision plus globale de la production[3] ;
2. L'élargissement des tâches : les tâches sont moins fragmentées, moins pénibles, moins répétitives[3] ;
3. L'enrichissement des tâches : le travail s'étend à d'autres tâches telles que le réglage et l'entretien des machines. Cela implique une responsabilisation du travailleur[3] ;
4. Les groupes semi-autonomes : quelques ouvriers s'organisent librement pour atteindre un niveau de production fixé par la direction[3]. D'où l'incompatibilité de la division horizontale du travail à ce type d'organisation ;
5. Les cercles de qualité : les groupes de travailleurs volontaires se réunissent pour améliorer le processus de production et la qualité des produits. C'est une remise en cause de la division verticale du travail énoncée dans le taylorisme[3].

### Dépassement du taylorisme
Si l'organisation dite « scientifique » du travail pratiquée par Taylor et ses disciples est considérée encore aujourd'hui comme utile dans certains cas de figure ou certaines activités, elle n'a plus du tout aujourd'hui le monopole de la réflexion en matière d'organisation du travail.
Les méthodes venues du Japon en particulier et décrites par Kiyoshi Suzaki dans son ouvrage Le nouveau défi industriel ont ouvert des perspectives nouvelles :
- le paradigme d'une production de masse organisé selon un cadre strict, répétitif et continu, n'est qu'un mode d'organisation parmi d'autres, et ne garantit plus l'atteinte des meilleures performances ;
- la division verticale du travail, selon laquelle il y a des gens qui pensent et d'autres qui exécutent, représente une véritable mutilation sociale : d'une part elle enferme une foule de personnes dans un cadre déshumanisé, d'autre part elle méprise la capacité d'évaluation et de proposition qui existe chez n'importe quel participant à une action ou un processus déterminé ;
- la division horizontale du travail, qui délimite strictement les périmètres d'intervention de chaque opérateur, ne paraît plus pouvoir être justifiée :
  - dans le cadre d'activités de service ou de production qui impliquent une forte différenciation,
  - dès qu'un certain degré de flexibilité et d'adaptation est nécessaire pour comprendre et fournir le livrable attendu par le client.